# Danske Kirker, Slotte, Herregaarde og Mindesmærker
Danske Kirker, Slotte, Herregaarde og Mindesmærker er en samling af 12 hæfter udgivet 1867-1868 med tegninger af Ferdinand Richardt og beskrivelser af Carl Emil Secher.
Fra subskriptionsindbydelsen:
| Citat | Dette Værk vil udkomme i 8 Hæfter aarlig, et omtrent hver 6te Uge; et Hæfte vil bestaa af 4 Prospekter, udførte af Landskabsmaler F. Richardt, med en historisk-statistisk Text af Cand. mag. C. E. Secher. Øjemedet hermed er at udgive en nyttig Haandbog, der ej alene vil indeholde en saavidt muligt fuldstændig Skildring af de forskjellige Sognes (især Landsognenes), Slottes og Herregaardes Historie, men tillige ved de optagne Billeder vil give Adgang til paa en anskuelig Maade at blive bekjendt med de interessanteste Mindesmærker og mange af de betydeligste Bygningsværker i vort Fædreland. I Almindelighed ville ikkun Hovedsognenes Kirker blive optagne. Hæfterne ville udkomme i følgende Orden: Nr. 1 Prospekter fra Sælland, Nr. 2 fra Jylland, Nr. 3 fra Fyn og Nr. 4 fra de mindre Øer, og saa fremdeles afvexlende i samme Orden. Subskriptionen er kun bindende for en Aargang, som skal bestaa af 32 Prospekter og koste 4 Rdlr. aarlig; saaledes vil hvert enkelt Prospekt med Text ikkun koste 12 Sk. Med Hensyn til Værket "Prospekter af Danske Herregaarde", der udkommer paa C. A. Reitzels Forlag, maa det bemærkes, at de heri udkomne Herregaarde ville blive optagne paa ny, men tildels sete fra en anden Side; ikke faa af dem have faaet ny Hovedbygninger, siden hine Prospekter optoges, og disse ny ville da komme i Steden for de ældre. Dette Værk vil desuden indeholde et langt større Antal Hovedgaarde, da der her saavidt muligt foruden de egenlige gamle Herregaarde ogsaa vil blive optaget andre større Gaarde med indtil 20 Tønder Hartkorn. Subskription modtages i alle danske, norske og svenske Boglader, hvor første Hæfte ligger til Eftersyn, samt hos undertegnede Hovedkommissionær. Kjøbenhavn i Januar 1867 N. B. Kousgaard | Citat |
|       | |       |

Der synes således at have været lagt op til et værk, som endog skulle overgå Becker, Richardt & Sechers tidligere kæmpeværk Prospecter af danske Herregaarde. De store ambitioner blev dog ikke indfriet, idet udgivelsen stoppede allerede efter halvandet år. Dermed kom udvalget af emner også til at synes ret tilfældigt.
Værket er i dag af stor historisk interesse, dels med dets tegninger af bygninger og landskaber, som i mange tilfælde har ændret sig væsentlig siden, og dels med dets beskrivelser, hvor Secher har søgt at opspore alt tilgængeligt materiale, både i arkiverne og ved samtaler med folk på stedet.
| Hæfte                                    | Planche                       | Beskrivelse                         | Tekst ca. | Nutidigt navn                             |
| ---------------------------------------- | ----------------------------- | ----------------------------------- | --------- | ----------------------------------------- |
| 1 - Sjælland (hele hæftet er indscannet) | Gentofte Kirke                | Gjentofte Kirke og Sogn             | 8 sider   | Gentofte                                  |
| 1 - Sjælland (hele hæftet er indscannet) | Bernstorff Slot               | Bernstorf Slot                      | 1/2 side  | Bernstorff Slot                           |
| 1 - Sjælland (hele hæftet er indscannet) | Lyngby Kirke                  | Lyngby Kirke og Sogn                | 12 sider  | Kongens Lyngby                            |
| 1 - Sjælland (hele hæftet er indscannet) | Sorgenfri Slot                | Sorgenfri Slot                      | 1/3 side  | Sorgenfri Slot                            |
| 1 - Sjælland (hele hæftet er indscannet) | Vallø Slot                    | Vallø Kloster                       | 6 sider   | Vallø Slot                                |
| 1 - Sjælland (hele hæftet er indscannet) | Port til Vallø Slot           | Vallø Kloster                       | 6 sider   | Vallø Slot                                |
| 2 - Jylland                              | Dyrehavegård                  | Dyrehavegaard                       | 1 side    | Dyrehavegård (Kolding)                    |
| 2 - Jylland                              | Koldinghus                    | Koldinghus                          | 4 sider   | Koldinghus                                |
| 2 - Jylland                              | Nørup Kirke                   | Nørup Kirke og Sogn                 | 4 sider   | Nørup Sogn                                |
| 2 - Jylland                              | ingen                         | Ranbøl Kirke og Sogn                | 3 sider   | Randbøl Sogn                              |
| 2 - Jylland                              | Engelsholm                    | Engelsholm                          | 4 sider   | Engelsholm slot                           |
| 2 - Jylland                              | Jellinge Kirke                | Jællinge Kirke og Sogn              | 7 sider   | Jelling                                   |
| 2 - Jylland                              | ingen                         | Hover Kirke og Sogn                 | 3 sider   | Hover Sogn (Vejle Kommune)                |
| 2 - Jylland                              | Jellinge Høje                 | Jællinge Høje                       | 1 side    | Gormshøj/Sydhøjen og Thyrashøj/Nordhøjen  |
| 3 - Fyn                                  | Bregninge Kirke               | Bregninge Kirke og Sogn             | 4 sider   | Bregninge Sogn (Svendborg Kommune)        |
| 3 - Fyn                                  | Bregninge Kirke               | Bregninge Kirke og Sogn             | 4 sider   | Bregninge Sogn (Svendborg Kommune)        |
| 3 - Fyn                                  | Thurø Kirke                   | Thurø Kirke og Sogn                 | 4 sider   | Thurø                                     |
| 3 - Fyn                                  | Bjørnemose                    | Bjørnemose                          | 1 side    | Bjørnemose (Svendborg Kommune)            |
| 3 - Fyn                                  | St Jørgens Kirke              | St. Jørgens Kirke og Sogn           | 2 sider   | Sankt Jørgens Sogn (Svendborg Kommune)    |
| 3 - Fyn                                  | Hvidkilde                     | Hvidkilde                           | 3 sider   | Hvidkilde                                 |
| 4 - mindre øer                           | Hunseby Kirke                 | Hunseby Kirke og Sogn               | 4 sider   | Hunseby Sogn                              |
| 4 - mindre øer                           | Eriksvolde                    | Eriksvolde                          | 1/3 side  | Eriksvolde                                |
| 4 - mindre øer                           | Radsted Kirke                 | Radsted Kirke og Sogn               | 4 sider   | Radsted Sogn                              |
| 4 - mindre øer                           | Hardenberg                    | Hardenberg, fordum Krenkerup        | 2 sider   | Krenkerup                                 |
| 4 - mindre øer                           | Søllested Kirke               | Søllested Kirke og Sogn             | 3 sider   | Søllested (Søllested Sogn)                |
| 4 - mindre øer                           | Søllestedgaard                | Søllestedgaard                      | 2 sider   | Søllestedgaard                            |
| 5 - Sjælland                             | Taarbæk Skovkapel             | Skovkapellet                        | 1/2 side  | Taarbæk Kirke                             |
| 5 - Sjælland                             | Den Slesvigske Sten           | Den Slesvigske Sten                 | 1 side    | Den Slesvigske Sten                       |
| 5 - Sjælland                             | Eremitagen                    | Eremitagen                          | 1 side    | Eremitageslottet                          |
| 5 - Sjælland                             | Kirsten Pils Kilde            | Kirsten Pils Kilde                  | 1 side    | Kirsten Piils Kilde                       |
| 6 - Jylland                              | Ulvborg Kirke                 | Ulvborg Kirke og Sogn               | 6 sider   | Ulfborg                                   |
| 6 - Jylland                              | ingen                         | Raasted Kirke og Sogn               | 2 sider   | Råsted Sogn (Holstebro Kommune)           |
| 6 - Jylland                              | Nørre-Vosborg                 | Nørre-Vosborg                       | 9 sider   | Nørre Vosborg                             |
| 6 - Jylland                              | Daugård Kirke                 | Davgaard Kirke og Sogn              | 3 sider   | Daugård                                   |
| 6 - Jylland                              | ingen                         | Ørum Kirke og Sogn                  | 3 sider   | Ørum Sogn (Hedensted Kommune)             |
| 6 - Jylland                              | Williamsborg                  | Villiamsborg, fordum Bryskesborg    | 2 sider   | Williamsborg                              |
| 7 - Fyn                                  | Paarup Kirke                  | Paarup Kirke og Sogn                | 3 sider   | Paarup Sogn (i dag en del af byen Odense) |
| 7 - Fyn                                  | Åløkkegård                    | Aalykkegaard                        | 2 sider   | Åløkkegård                                |
| 7 - Fyn                                  | Dalum Kirke                   | Dalum Kirke og Sogn                 | 4 sider   | Dalum                                     |
| 7 - Fyn                                  | Christiansdal / Dalum Kloster | Christiansdal, fordum Dalum Kloster | 5 sider   | Dalum Kloster                             |
| 8 - Mindre øer                           | Idestrup Kirke                | Idestrup Kirke og Sogn              | 5 sider   | Idestrup                                  |
| 8 - Mindre øer                           | Orupgård                      | Ovrupgaard                          | 1/2 side  | Orupgård                                  |
| 8 - Mindre øer                           | Sønder-Alslev Kirke           | Sønder-Alslev Kirke og Sogn         | 1 side    | Sønder Alslev Sogn                        |
| 8 - Mindre øer                           | ingen                         | Sønder-Kirkeby Kirke og Sogn        | 3 sider   | Sønder Kirkeby Sogn                       |
| 8 - Mindre øer                           | Corselitze                    | Korselitse                          | 2 sider   | Corselitze                                |
| 9 - Sjælland                             | Vedby Kirke                   | Vedby Kirke og Sogn                 | 3 sider   | Ruds Vedby Sogn                           |
| 9 - Sjælland                             | ingen                         | Rerslev Kirke og Sogn               | 3 sider   | Reerslev Sogn (Kalundborg Kommune)        |
| 9 - Sjælland                             | Vedbygaard                    | Vedbygaard                          | 6 sider   | Vedbygaard                                |
| 9 - Sjælland                             | Havrebjerg Kirke              | Havrebjærg Kirke og Sogn            | 3 sider   | Havrebjerg Sogn                           |
| 9 - Sjælland                             | ingen                         | Gudum Kirke og Sogn                 | 1 side    | Gudum Sogn (Slagelse Kommune)             |
| 9 - Sjælland                             | Valbygaard                    | Valbygaard                          | 1 side    | Valbygaard                                |
| 10 - Jylland                             | Ryde Kirke                    | Ryde Kirke og Sogn                  | 2 sider   | Ryde Sogn (Holstebro Kommune)             |
| 10 - Jylland                             | ingen                         | Hanbjærg Kirke og Sogn              | 1 side    | Handbjerg Sogn                            |
| 10 - Jylland                             | Rydhave Slot                  | Rydhave                             | 2 sider   | Rydhave Slot                              |
| 10 - Jylland                             | Thorstrup Kirke               | Thorstrup Kirke og Sogn             | 3 sider   | Thorstrup Sogn                            |
| 10 - Jylland                             | ingen                         | Horne Kirke og Sogn                 | 1 side    | Horne Sogn (Varde Kommune)                |
| 10 - Jylland                             | Nørholm                       | Nørholm                             | 3 sider   | Nørholm                                   |
| 11 - Fyn                                 | Kullerup Kirke                | Kullerup Kirke og Sogn              | 3 sider   | Kullerup Sogn                             |
| 11 - Fyn                                 | ingen                         | Refsvindinge Kirke og Sogn          | 1 side    | Refsvindinge Sogn                         |
| 11 - Fyn                                 | Julskov                       | Julskov                             | 2 sider   | Juulskov                                  |
| 11 - Fyn                                 | Taxtræet ved Julskov          | Julskov                             | 2 sider   | Juulskov                                  |
| 11 - Fyn                                 | Nielstrup                     | Nielstrup                           | 1 side    | Nielstrup (Ollerup Sogn)                  |
| 12 - mindre øer                          | Engestofte Kirke              | Engestofte Kirke og Sogn            | 2 sider   | Engestofte Sogn                           |
| 12 - mindre øer                          | ingen                         | Vaabensted Kirke og Sogn            | 3 sider   | Våbensted Sogn                            |
| 12 - mindre øer                          | Engestofte                    | Engestofte                          | 2 sider   | Engestofte                                |
| 12 - mindre øer                          | Skjelby Kirke                 | Skjelby Kirke og Sogn               | 4 sider   | Skelby Sogn (Sydfalster Kommune)          |
| 12 - mindre øer                          | ingen                         | Gjeddesby Kirke og Sogn             | 2 sider   | Gedesby Sogn                              |
| 12 - mindre øer                          | Gjedsergaard                  | Gjedsergaard                        | 1/3 side  | Gjedsergaard                              |